# الأشباح السبعة (أنمي)
الأشباح السبعة (باليابانية: セブンゴースト، بالروماجي:  Sebun Gōsuto) (بالإنجليزية: 07-Ghost)‏ هي سلسلة مانغا يابانية من تأليف ورسوم يوكي أميمييا ويوكينو إيتشيهارا، صدرت في مجلة Monthly Comic Zero Sum في 25 نوفمبر عام 2005 حتى 11 يناير عام 2014 وتكونت من 17 مجلداً، أنتجت ألى أنمي تلفزيوني من قبل ستوديو دين من 25 حلقة، عرض من 7 أبريل 2009 حتى 22 سبتمبر 2009.

## القصة
يوجد مملكتان لديهما نفس القوة المملكة الأولى تدعى بـ (بارسبيرغ) و يوجد في هذه المملكة الجيش، ويوجد مملكة أخرى أيضاً لها نفس القوة تدعى (راجس) و بما أن لهم نفس القوة كسرت الاتفاق بينهم يوماً من الأيام حتى تأخذ القوة من مملكة (بارسبيرغ) و سر القوة لكل مملكة أن لها عين تحميها من المملكة الأخرى وكان مبتغى مملكة (راجس) هو الحصول على العين الأخرى وحين أردوا الحصول عليها قتلوا رجل وكان ذلك الرجل هو والد (تايتو)، و(تايتو) هو بطل المسلسل الذي فقد ذاكرته بعد مقتل أبيه وتم أخذه كعبد وتجنيده هناك، لكن (تايتو) يسترجع تيتو ذكرياته بعد رؤيته(أينامي) الذي هو قاتل أبيه فيقرر حينها (تايتو) الهجوم على (أينامي) ولكن (تايتو) يفشل ويسجن، وقام (ميكاغي) بمساعدة (تايتو) على الهروب من الجيش يبحث (تايتو) عن ماضيه.

## الشخصيات
تايتو
هو بطل المسلسل وهو الذي تدور حوله القصة
ميكاغي
هو صديق البطل [ تايتو ] رح يكون له دور قوي بالمسلسل
إينامي
هو قاتل والد [تايتو] و البرود الـ لامع من عيناه دليل على قسوته
الشخصيات الثلاثة هُم من الأشباح السبعة أعداء فيرلورين
و لهم دور قوي بالمسلسل، لهم وجهان الوجه الأول مع الأناس الطيبون والوجه الثاني مع الأشرار، يلبسون الأبيض عند معالجة الطيبين

## وصلات خارجية
الأشباح السبعة على موقع ANN manga (الإنجليزية)